# Yehvann Diouf
Yéhvann Diouf, né le 16 novembre 1999 à Montreuil, est un footballeur international sénégalais qui évolue au poste de gardien de but à l'OGC Nice.

## Carrière

### En club
Le 8 septembre 2016, Diouf devient le plus jeune joueur à signer un contrat professionnel avec l'ES Troyes AC, à 16 ans et 297 jours. Il y remporte la Coupe Gambardella en 2018, et y fait ses débuts professionnels le 17 mai 2019, en Ligue 2 face à l'AC Ajaccio (0-0).
Arrivant en fin de contrat à Troyes, Diouf signe un contrat de quatre ans avec le Stade de Reims, effectif en juillet 2019. Il reste pendant trois saisons la doublure de l'international serbe Predrag Rajković et devient titulaire peu après le départ de ce dernier, dans les premières semaines de la saison 2022-2023.

### En sélection
Né en France, Diouf est d'origine polonaise du côté de sa mère et sénégalaise du côté paternel. Il possède la double nationalité. Il est sélectionné en équipe de France des moins de 18, 19 et 20 ans. Avec les moins de 19 ans il dispute comme titulaire le Championnat d'Europe en 2018, dont les Français sont demi-finalistes.

## Statistiques détaillées
Le tableau ci-dessous présente les statistiques en carrière de joueur de Yehvann Diouf.

| Saison                | Club                  | Championnat           | Championnat | Championnat | Coupe(s) nationale(s) | Coupe(s) nationale(s) | Compétition(s) continentale(s) | Compétition(s) continentale(s) | Compétition(s) continentale(s) | Barrage | Barrage | Total | Total |
| Saison                | Club                  | Division              | M.          | B.          | M.                    | B.                    | Comp.                          | M.                             | B.                             | M.      | B.      | M.    | B.    |
| 2018-2019             | ESTAC Troyes          | Ligue 2               | 1           | 0           | -                     | -                     | -                              | -                              | -                              | -       | -       | 1     | 0     |
| 2019-2020             | Stade de Reims        | Ligue 1               | 0           | 0           | -                     | -                     | -                              | -                              | -                              | -       | -       | 0     | 0     |
| 2020-2021             | Stade de Reims        | Ligue 1               | 2           | 0           | 1                     | 0                     | -                              | -                              | -                              | -       | -       | 3     | 0     |
| 2021-2022             | Stade de Reims        | Ligue 1               | -           | -           | 3                     | 0                     | -                              | -                              | -                              | -       | -       | 3     | 0     |
| 2022-2023             | Stade de Reims        | Ligue 1               | 31          | 0           | 3                     | 0                     | -                              | -                              | -                              | -       | -       | 34    | 0     |
| 2023-2024             | Stade de Reims        | Ligue 1               | 34          | 0           | -                     | -                     | -                              | -                              | -                              | -       | -       | 34    | 0     |
| 2024-2025             | Stade de Reims        | Ligue 1               | 34          | 0           | 5                     | 0                     | -                              | -                              | -                              | 2       | 0       | 41    | 0     |
| Sous-total            | Sous-total            | Sous-total            | 101         | 0           | 12                    | 0                     | -                              | -                              | -                              | 2       | 0       | 115   | 0     |
| 2025-2026             | OGC Nice              | Ligue 1               | 1           | 0           | -                     | -                     | C1                             | 2                              | 0                              | -       | -       | 3     | 0     |
| Total sur la carrière | Total sur la carrière | Total sur la carrière | 105         | 0           | 12                    | 0                     | -                              | 2                              | 0                              | 2       | 0       | 121   | 0     |

## En équipe nationale
| Saison                | Sélection             | Phases finales        | Phases finales | Phases finales | Éliminatoires | Éliminatoires | Matchs amicaux | Matchs amicaux | Total | Total |
| Saison                | Sélection             | Compétition           | M              | B              | M             | B             | M              | B              | M     | B     |
| --------------------- | --------------------- | --------------------- | -------------- | -------------- | ------------- | ------------- | -------------- | -------------- | ----- | ----- |
| 2024-2025             | Sénégal               | -                     | -              | -              | -             | -             | 1              | 0              | 1     | 0     |
| Total sur la carrière | Total sur la carrière | Total sur la carrière | -              | -              | -             | -             | 1              | 0              | 1     | 0     |

## Palmarès
Il est finaliste de la Coupe de France en 2025 avec le Stade de Reims.